# 934

934(구백삼십사)는 933보다 크고 935보다 작은 자연수다.

## 수학
- 합성수로, 그 약수는 1, 2, 467, 934다. 진약수의 합은 470이므로, 934는 부족수다.
  - 281번째 반소수다. 앞의 반소수는 933, 다음 반소수는 939다.
- 83번째 불가촉수다. 앞의 불가촉수는 926, 다음은 936이다.

## 과학·기술
- NGC 934: 고래자리 방향에 있는 은하.
- 포르쉐 934(영어판): 포르쉐의 스포츠카.

## 교통

### 철도
- 서울 지하철 9호선 송파나루역의 역번호.

### 도로
- 934번 홋카이도도(일본어판)

## 문화유산
- 대한민국의 보물 제934호: 목우자수심결 및 사법어(언해)

## 기타
- 연도: 934년, 기원전 934년